# 葛目恵美
葛目 恵美（くずめ えみ）は、日本の女優。父は漫画家の葛目義人。40代まではやまだちろるの名で小劇場で活動した。
1991年、「劇団第三反抗期」を旗揚げし、2001年の解散まで、出演、出筆を続ける。役者養成講師を経て、現在は役者業のみ行っている。ニチエンプロ所属。
| スタブアイコン | サブスタブ | この項目は、まだ閲覧者の調べものの参照としては役立たない、俳優（男優・女優）に関連した書きかけの項目です。この項目を加筆・訂正などしてくださる協力者を求めています（P:映画/PJ芸能人）。 |